# Lepicolea
Lepicolea là một chi rêu trong họ Lepicoleaceae.